# Königstrasse (Stuttgart)
Pour les articles homonymes, voir Königstrasse.
D'une longueur de 1,2 kilomètre, la rue Königstrasse (en allemand "Königstraße") est l'une des plus longues rues piétonnes commerçantes d’Europe. Traversant le cœur du centre ville de Stuttgart, elle a pour point de départ la gare centrale de la ville. Parmi les commerces situés le long de cette artère se trouvent les galeries du Königsbau (de) , vaste centre commercial d'une superficie de près de 27.000 m2.